# پی‌بی‌اس کیدز
پی‌بی‌اس کیدز (انگلیسی: PBS Kids) نام یکی از شبکه‌های زیرمجموعهٔ پی‌بی‌اس در ایالات متحده آمریکا است که به پخش برنامه‌های تلویزیونی ویژهٔ کودکان اختصاص دارد.

## منابع

لوگوی سابق PBS Kids